# Abdul-Kader Martini
Abdul-Kader Martini (* 15. April 1942 in Idleb, Syrien) ist ein syrisch-deutscher Orthopäde und Handchirurg.

## Leben
Martini erlangte in seiner Heimatstadt das Abitur. Von 1959 bis 1966 studierte er Medizin an der Universität Damaskus. Im Anschluss ging er nach Deutschland. Im Universitätsklinikum Hamburg-Eppendorf wurde er 1972 Facharzt für Orthopädie. Danach war er bis 1977 in der Plastischen Handchirurgie der Berufsgenossenschaftlichen Unfallklinik Ludwigshafen tätig.
Von 1977 bis Januar 2007 leitete er die Sektion Hand- und Mikrochirurgie der Orthopädischen Klinik Universitätsklinikum Heidelberg. 1987 erlangte er die Venia legendi für das Fach Orthopädie. 1993 wurde ihm die apl. Professur verliehen. Er veröffentlichte fünf Lehrbücher und gab 2006 die Fachzeitschrift Obere Extremität im Steinkopff Verlag heraus.

## Ehrungen
- Heine-Preis der Deutschen Gesellschaft für Orthopädie und Traumatologie (1990)
- Verdienstorden der Bundesrepublik Deutschland, Verdienstkreuz am Bande (24. Juni 1994)[3]
- Präsident (2006–2008) und Ehrenmitglied der Deutschen Gesellschaft für Handchirurgie

## Publikationen (Auswahl)
- Mikrochirurgische Verfahren zur Verhinderung und Behandlung des Amputationsneuroms : eine tierexperimentelle und klinische Studie.  Universität Heidelberg, 1986.
- Das Amputationsneurom : Untersuchungen zur Genese, Prophylaxe und Therapie. Enke, Stuttgart 1988, ISBN 3-432-97541-4.
- Fachlexikon Orthopädie. Hand und Ellenbogen. ecomed, Landsberg/Lech 2000, ISBN 3-609-51190-7.
- Orthopädie und orthopädische Chirurgie. Ellenbogen, Unterarm, Hand. Thieme, Stuttgart 2003, ISBN 3-13-126211-7.
- Orthopädische Handchirurgie : Manual für Klinik und Praxis. Steinkopff, Darmstadt 2004, ISBN 3-7985-1411-9.
- mit Wolfgang Daecke: Traumatologische Handchirurgie. Springer, Berlin 2011, ISBN 978-3-642-00987-7.